# Małgorzata Fabiszak
Małgorzata Fabiszak – polska językoznawczyni, dr hab. nauk humanistycznych, profesor uczelni i kierownik Zakładu Językoznawstwa Kognitywnego Wydziału Anglistyki Uniwersytetu im. Adama Mickiewicza w Poznaniu.

## Życiorys
W 1994 ukończyła studia filologii angielskiej na Uniwersytecie im. Adama Mickiewicza, 25 czerwca 1998 obroniła pracę doktorską Pojęcie "radości" w staro- i średnioangielskim. Analiza semantyczna, 20 marca 2008 habilitowała się na podstawie pracy zatytułowanej A Conceptual Metaphor Approach to war discourse and its implications. Została zatrudniona na stanowisku profesora w Instytucie Filologii Angielskiej na Wydziale Neofilologii Uniwersytetu im. Adama Mickiewicza w Poznaniu.
Jest profesorem uczelni i kierownikiem w Zakładzie Językoznawstwa Kognitywnego na Wydziale Anglistyki Uniwersytetu im. Adama Mickiewicza w Poznaniu.